# Lillån, Örebro

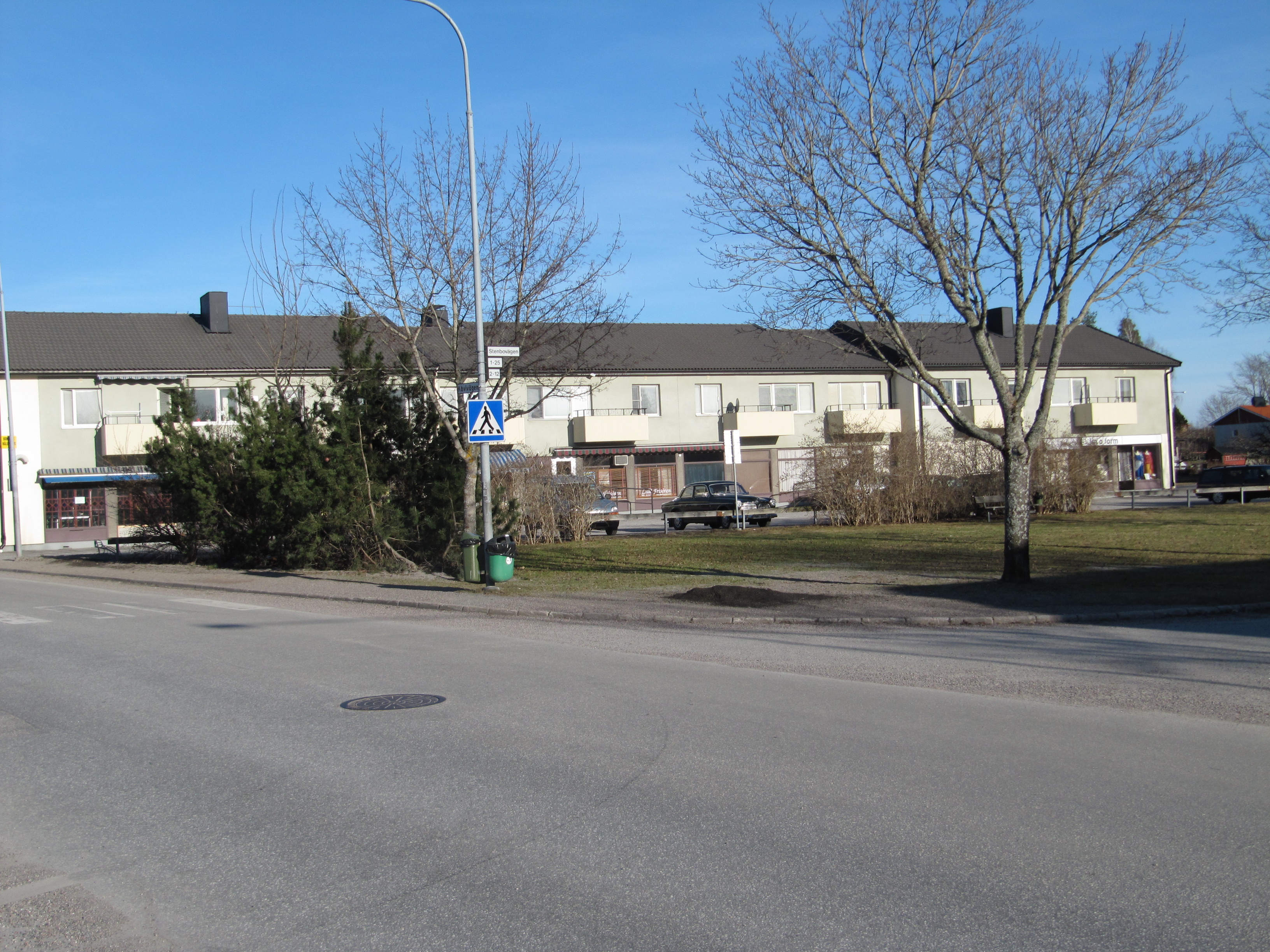
Lillåns Torg.

Lillån är den nordligaste utlöparen av Örebro tätort, beläget 5 km norr om centrum, vid Riksväg 50. Lillån gränsar i söder till Bettorp och i norr till Förlunda och Hovsta. Genom Lillån rinner Lutabäcken, som rinner upp i bergsområdet Kränglan, omedelbart öster om Lillån. Lutabäcken (förr kallat Hovstabybäcken) mynnar i sin tur ut i vattendraget Lillån som ligger en knapp km väster om samhället. Det är vattendraget Lillån som har givit namn åt samhället. Samhället namngavs när järnvägen mellan Örebro och Frövi drogs fram genom socknen på 1850-talet. Socknens större järnvägsstation förlades då till socknens norra del (där samhället Hovsta ligger idag), medan en hållplats år 1912 förlades till den södra delen av socknen, där samhället Lillån nu ligger. Den dåvarande kantorn, Daniel Larsson, föreslog namnet Lillån på järnvägshållplatsen, som kom att ge namn åt samhället.

## Historik

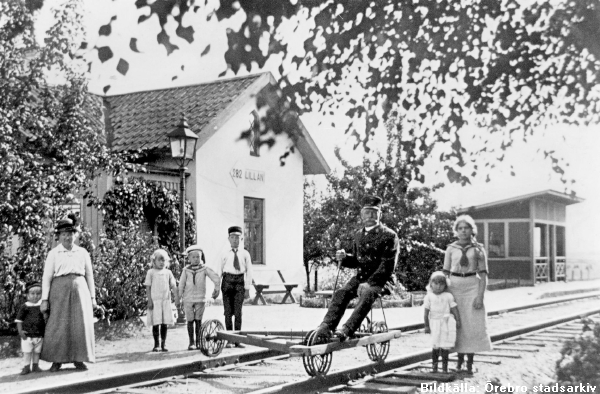
Järnvägshållplatsen i Lillån, nu nedlagd. Byggnaderna är rivna. Bilden är tagen på 1910-talet.

Området Lillån tillhörde ursprungligen Hovsta socken, från 1952 Axbergs landskommun, och från 1971 Örebro kommun. Bebyggelsen före cirka 1940 bestod i stort sett av Hovsta by (ej att förväxla med dagens Hovsta) och dess utflyttade gårdar. Hovsta by låg strax öster om nuvarande riksvägen, och dess bygata låg där nuvarande Hovstabyvägen ligger idag. Laga skifte ägde rum år 1827, vilket innebar en del hus flyttades ut från byn. Några hus ligger fortfarande kvar längs bygatan, nämligen dagens Hovstabyvägen 8 (Mellangården), 10 (Östa), 12 och 14. Ladugårdar och logar till dessa gårdar låg kvar fram till ca 1960, då de revs för att ge plats åt ny bebyggelse.
De utflyttade gårdarna kallades Östanberg (vid nuv. Östanbergsvägen 11-15), Västanberg (mellan Kåvivägen och Hovsta kyrka), Åsby (vid Åsbyvägen), Sörby (nära Arthurssons bil), Lövsta (vid Svensk Bilprovning), Östanlid (mellan Bäckvägen och Riksväg 50) och Minneslust (öster om Kränglan, gränsande till Slätten). Lillån var även där man röstade om kommunalråden i Örebro under 1930-talet.

## Lillån idag

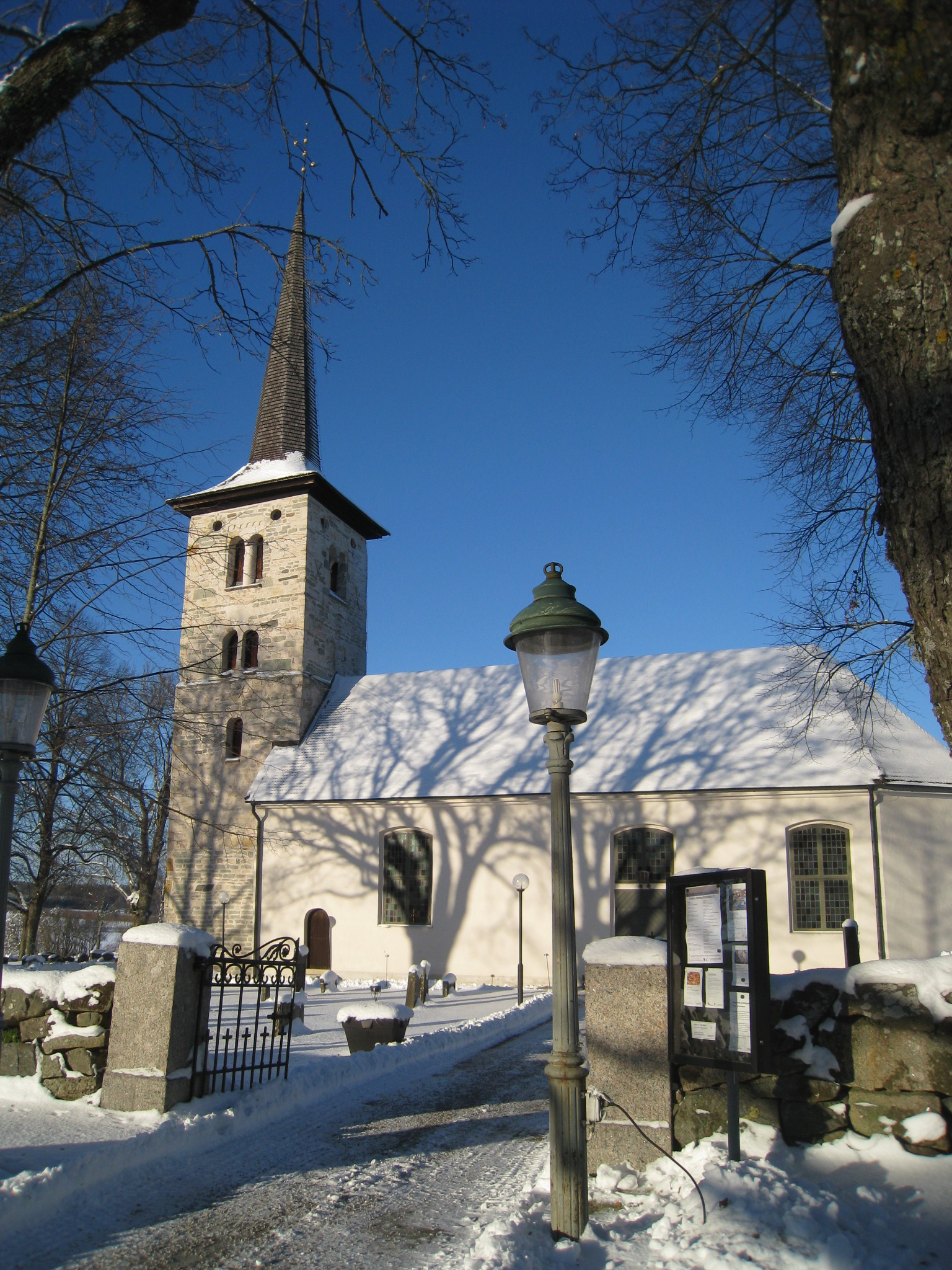
Hovsta kyrka i vinterskrud en januaridag 2016.

Nybyggnationen av villor började komma på allvar på 1940-talet. Bebyggelsen består idag till stor del av enfamiljshus, men några hyreshus finns även. I den södra delen av Lillån ligger Lillåns industriområde. Där finns bl.a. Korvbrödsbagarns centralbageri och Almida Chokladfabrik.
I Lillån finns två skolor, Lillåns södra skola (F-6) och Lillåns Skola (F-9). I norra Lillån ligger Hovsta kyrka, vars äldsta delar är från 1100-talet. Den västra delen av Lillån genomkorsas av järnvägen mellan Örebro och Frövi. Där fanns en järnvägshållplats, som dock är nedlagd för många år sedan. Kåvivägen förbinder Lillån med Kåvi herrgård och Lundby.
Lillåns torg, som ligger väster om Riksväg 50, är centrum i Lillån. Där ligger det bland annat en inredningsbutik, kiosk samt en frisör. Lillåns vårdcentral med folktandvård ligger även på västra sidan om riksvägen. Den östra sidan av riksvägen utgörs till största delen av villabebyggelse. Längst till öster finns ett elljusspår för löpning, promenader och skidåkning samt en pistolskyttebana. Vid elljusspåret ligger det även ett utegym och ett vindskydd med tillhörande grillplats.